# Tylos africanus
Tylos africanus is een pissebed uit de familie Tylidae. De wetenschappelijke naam van de soort is voor het eerst geldig gepubliceerd in 1974 door Ferrara.